# Trudfront
Trudfront (en rus: Трудфронт) és un poble de l'óblast d'Astracan, a Rússia, segons el cens del 2021 tenia 2.563 habitants.